# 卡蒂埃站
卡蒂埃站（法語：Cartier，發音：[kaʁtje]）位於加拿大魁北克省拉華爾市維奧橋區，是2號線的車站。它是在蒙特利爾地鐵中3個設於拉華爾的車站的其中一個，另外兩個分別為蒙莫朗西站及協和站。

## 外部連結
- （法文）（英文）蒙特利爾交通局：卡蒂埃站 （页面存档备份，存于）（英文） （页面存档备份，存于）
- （法文）（英文）：卡蒂埃站 （页面存档备份，存于）（英文） （页面存档备份，存于），含有卡蒂埃站的資訊、歷史、車站結構與藝術品資料。